# Marie Noelle Dury
Marie Noelle (Marie-Noëlle) Dury (París, 3 de enero de 1933) es una brióloga, botánica, taxónoma, exploradora francesa.
Ha desarrollado una carrera académica y científica, como profesora asistente de la Facultad de Farmacia, Universidad de Borgoña, Dijon.

## Algunas publicaciones
- m. Bizot, m.n. Dury. 1978. Mosses of the Cape Verde Islands. Norweg. J. Bot.
- ----------, ----------, t. Pocs. 1976. East African bryophytes, II. Acta Botanica Academiae Scientiarum Hungaricae 22: 1-8
- jean-marc Belin, maurice Bizot, Marie-Noëlle Dury. 1974. Le tissu foliaire chez les Fissidens. Bull. de la Société Botanique de France, 121: 111-114, DOI: 10.1080/00378941.1974.10839294
- marie-noëlle Dury. 1970. Les Muscinees de la region de Bangui (Republique Centrafricaine). Rev. Bryol. Lichen. 37: 1-16.
- m. Bizot, m.n. Dury, r.b. Pierrot. 1968. 1968-69 ~ Phascum cuynetii, sp. nov. Rev. Bryol. Lichenol. J. Bot. 25: 249–253.MOST: Moss TROPICOS Database

### Libros
- marie-noëlle Dury. 1974. Étude taxonomique des espèces africaines de la section Semilimbidium C. Muell. du genre Fissidens Hedw. Ed. Université de Dijon, 154 p.
- ------------------. 1957. Revue bryologique et lichénologique. Index; table générale des tomes. Bryologie Lichenologie 3: 351-464.

## Membresías
- De la Société Botanique de France[4]